# Sebastián Sichel
Sebastián Sichel, nascido a 30 de Julho de 1977 em Santiago, é um político e advogado chileno. Foi presidente do Banco do Estado do Chile e ministro no segundo governo de Sebastián Piñera. Ele foi o candidato da coligação de direita Chile Vamos para as eleições presidenciais de 2021.

## Biografia
Tem um mestrado em direito público depois de estudar na Pontifícia Universidade Católica do Chile. Foi director de assuntos públicos na Burson Cohn & Wolfe, e director associado da Paréntesis Estrategia.
Próximo da família do ex-presidente Patricio Aylwin, juntou-se ao Partido Democrata Cristão (PDC) em 2003. Foi candidato nas eleições legislativas de 2005 e 2009, mas não foi eleito. Não obteve a nomeação do seu partido para as eleições legislativas de 2013, o que o levou a abandonar o partido e a ser muito crítico em relação ao mesmo, chamando-lhe um "partido canibal ".
Juntamente com o ex-ministro Andrés Velasco, fundou o partido Fuerza Pública, que mais tarde se tornou Ciudadanos, e considerou concorrer nas eleições presidenciais de 2017 antes de desistir. Depois apoiou Sebastián Piñera, o candidato da direita conservadora.
Foi nomeado Vice-Presidente da Corfo pelo governo, ocupando este cargo de Maio de 2018 a Junho de 2019. Foi então Ministro do Desenvolvimento Social e da Família até Junho de 2020, depois Presidente do Banco do Estado até Dezembro de 2020.
Em Julho de 2021, ganhou as primárias da coligação de direita Chile Vamos para as eleições presidenciais de 2021, obtendo 49% dos votos. Venceu nomeadamente Joaquín Lavín (31%), o candidato ultraconservador considerado como o favorito das eleições. A sua inesperada vitória, embora não pertença a nenhuma das partes, é entendida como um repúdio aos partidos tradicionais. Mais centrista do que os seus rivais , insiste em apoiar o empreendedorismo, reforçar a livre concorrência, e racionalizar o Estado. Segundo os analistas, ele é popular nos mercados financeiros. É visto como o favorito do setor privado e tem recebido apoio para a sua campanha presidencial por parte de importantes figuras empresariais.